# Укиё-дзоси
Укиё-дзоси (яп. 浮世草子, うきよぞうし, «современные рассказы») — жанр японской литературы, разновидность иллюстрированных рассказов конца XVII — начала XVIII века. Другое название — укиё-бон (浮世本, «современные книги»).

## Краткие сведения
«Укиё-дзоси» были популярными в Центральной Японии в эпоху Гэнроку. Поводом, который вызвал спрос на эту литературу, было издание 1682 г. «Ловеласа» Ихары Сайкаку. Особенностью «укиё-дзоси» был их реалистичный и развлекательный характер, в отличие от похожих по форме идеалистических и дидактических рассказов «кана-дзоси». Главными темами жанра были эротика, военное дело, жизнь мещан, характеры людей. Самыми известными писателями «укиё-дзоси» считаются Ихара Сайкаку (1642—1693), Нисикава Иппу (1665—1731), Нисики Бунрю (? — ?), Эдзима Кисеки (1667—1736), Хатимондзя Дзисё (? — 1745) и другие.